# Prácticas de resistencia

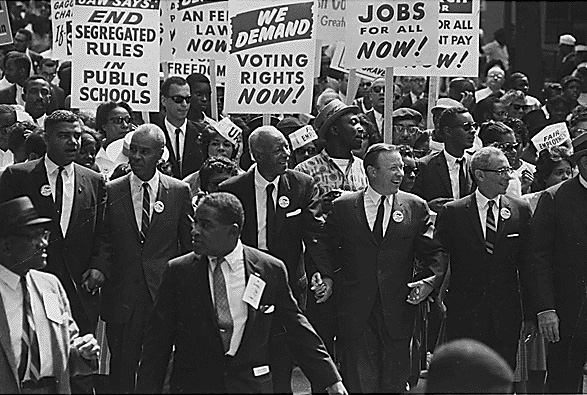
Las prácticas de resistencia se manifiestan en la población de múltiples maneras.

Las prácticas de resistencia son el conjunto de movimientos que efectúa un grupo de personas en protesta sobre algo que les incomoda.

## Principales teóricos
El concepto de prácticas de resistencia navega de los análisis que Michel Foucault realiza sobre los nuevos movimientos sociales surgidos a partir de 1968, interesándose por las estrategias de oposición a una realidad que se asume como natural. Dichos movimientos tienen en común el hecho de plantear su lucha fuera de los criterios tradicionales de reivindicación que giraban, hasta entonces, en torno al esquema identidad-opresión-liberación. Es a través de sus reivindicaciones que se empieza a dotar de significado político a lo que hasta entonces era considerado del plano privado. De esta manera rompen con los límites de lo establecido como política, asumiendo que «todo es político».
La resistencia, sobre la base de la teoría foucaultiana, sería una resistencia activa, creativa, cuya principal herramienta estaría en prácticas que permitan «desprenderse» de uno mismo, liberarse de la actual subjetividad para construir una nueva y diferente. A estas últimas, Foucault las denomina «prácticas de sí», y consistirían en pequeñas modificaciones en torno a prácticas convencionales y culturalmente establecidas con el fin de generar nuevas prácticas y por ende, nuevas formas de subjetivación. De esta manera, Foucault asume la posibilidad de acción (entendida como resistencia potencial) de todos los individuos para modificar el statu quo.
Para los teóricos de las prácticas de resistencia (Ranciere, Touraine, Giroux, Bourdieu, etc.), los desafíos de la nueva sociedad deben ser respondidos luego de una crítica social de los contenidos que definen tal intervención al enfrentarse a las nuevas formas de configuración de lo social. Desde cualquier marco teórico, el conocimiento de las actuales transformaciones y del deber ético-político de tomar partido y participar en el desencadenamiento del cambio va a depender la efectividad de la intervención. Habrá tres ejes básicos en los cuales se arma la teoría base de las prácticas de resistencia, sobre todo en Latinoamérica:
- Diversidad e identidades en los procesos de resistencia al sistema de dominación múltiple del capitalismo global; la articulación de las luchas, saberes, culturas y perspectivas libertarias.
- Poder, política y lucha por la emancipación y los desafíos a los movimientos sociales frente a nuevos estímulos y realidades.
- Alternativas frente a la cultura y la comunicación hegemónicas.

## Educación
Un tema central en toda teoría de las prácticas de resistencia es la educación. Así, se logra establecer un tercer vínculo con la desigualdad en la lógica de poder y privilegio. Cuando funcionan como exclusión, las categorías de igualdad y educación en el análisis de los movimientos sociales, las prácticas de resistencia tienden al desborde popular que en última instancia deviene en inestabilidad política y falta de claridad en los objetivos. Por eso, antes que superponer el control social a las prácticas de resistencia, es importante entender la lógica de las demandas de las poblaciones inscritas como sujetos sociales para tener un clima consistente de participación, preparación y de seguridad sobre los planteamientos.
Popkewitz señala que existen muchas acepciones del concepto de resistencia y entrega algunas distinciones interesantes: «El concepto de resistencia es estructural y explora la diversidad de respuestas a un mundo de relaciones desiguales de poder. Cuando el concepto resistencia tiene un núcleo teórico, define un mundo dualista de dominadores y dominados. En cuanto al concepto empírico, la resistencia explora de qué formas se mantiene, confiere y se plantea la oposición al poder. Otras veces, la resistencia es una idea política referida a los lugares en los que puede intervenirse para movilizar grupos».
Giroux, al trabajar el concepto de resistencia en el ámbito de la práctica, enfatiza las relaciones desiguales de poder. Para él las resistencias son aquellas conductas de oposición frente a las estrategias externas u obligaciones cotidianas, que nacen del interés emancipatorio y tienen por objetivo desarticular formas de dominación explícitas o implícitas del sistema escolar y social. Se puede entender el término también como mecanismo de protección social, consciente o inconsciente, que puede superar la mayoría de las veces a las estrategias de dominación que se manifiestan a través del control social.

## Cultural
Las narrativas de resistencia cultural son discursos, prácticas y expresiones simbólicas que las personas y comunidades utilizan para cuestionar, desafiar o incluso rebelar las estructuras de poder, las normas hegemónicas y las representaciones que intentan silenciar, marginar o hacer invisibles sus identidades, historias y costumbres. Estas son herramientas que fomentan el empoderamiento y la transformación social profundamente incorporadas en el ámbito cultural. Son esenciales para visibilizar la diversidad de identidades y experiencias que coexisten en un mundo marcado por la pluralidad y los legados persistentes del colonialismo.
La cultura se convierte en un espacio donde se pueden llevar a cabo estas resistencias, ya que abre un espacio de significado, identidad y acción colectiva. A través de las narrativas culturales, las comunidades pueden dar sentido y voz a sus experiencias de opresión y resistencia, preservar su memoria histórica y proyectar visiones alternativas para el futuro.
Existen diversas formas de expresión cultural que actúan como vía para estas narrativas. Una de ellas es el arte: un medio sumamente poderoso. Un ejemplo de ello es un grupo chileno de bordadoras organizadas en la Colectiva Bordadoras por la Memoria quienes utilizan el bordado como una práctica política y además como una técnica artesanal. A través de sus obras recuerdan colectivamente, denuncian injusticias y mantienen viva la lucha por la memoria social de los eventos ocurridos durante la dictadura inspirándose en la tradición de las arpilleras (artesanía textil de denuncia durante la dictadura militar). Esta práctica desafía las ideas convencionales sobre la vejez, presentando a las mujeres mayores como sujetos activos con agencia política y contribuciones sociales significativas, lejos de una visión homogénea y pasiva. Su experiencia como activistas, centrado en el “nosotras”, les permite innovar y crear nuevas estrategias de resistencia, incluso en contextos difíciles como el confinamiento por la pandemia.  

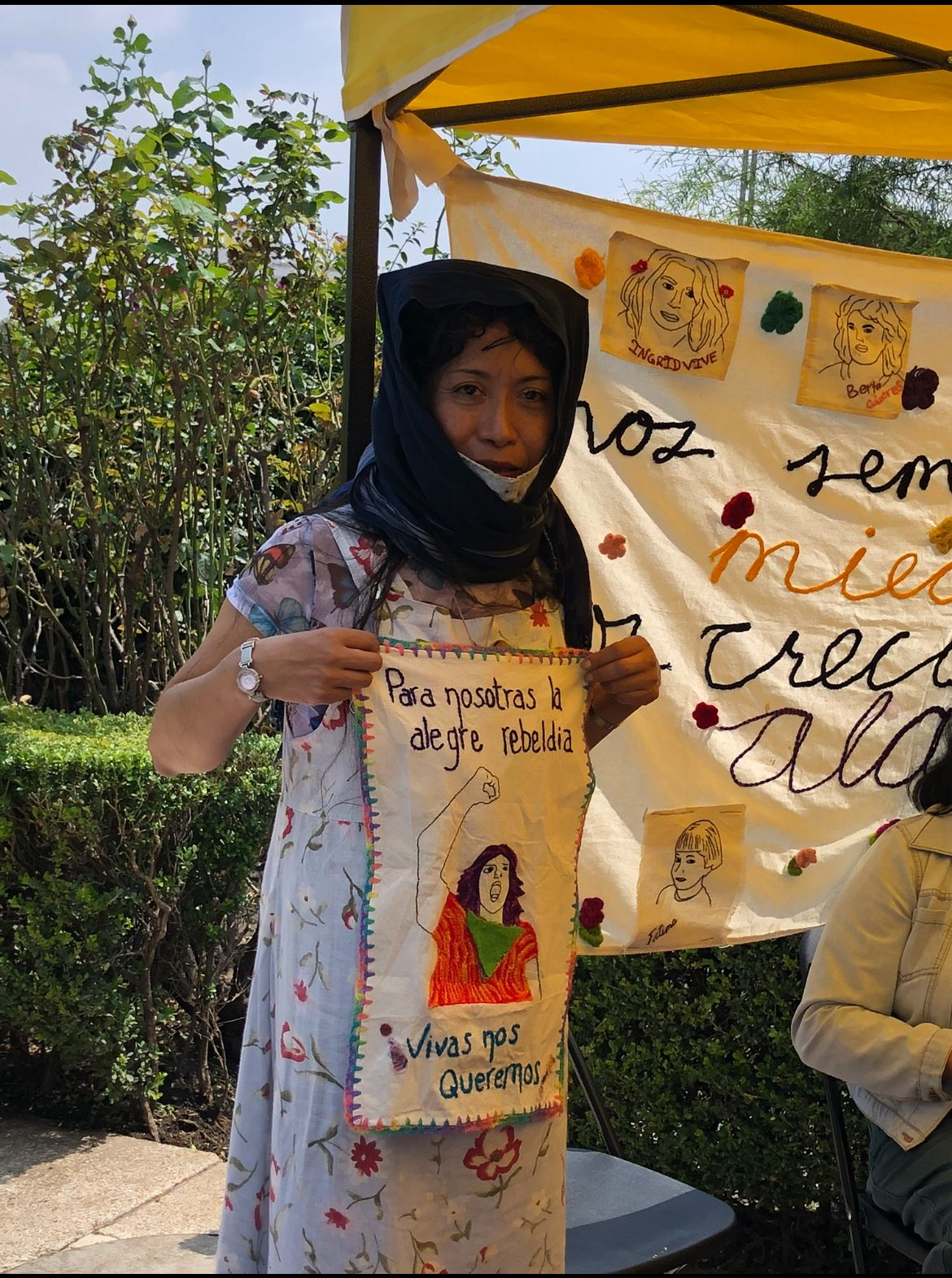
Araceli Osorio, madre de Lesvy Berlin (víctima de feminicidio en 2017). Utilizando bordado en la exigencia del seguimiento al caso de su hija. Fotografía tomada en la Glorieta de las Mujeres que Luchan el 3 de octubre de 2021.

El lenguaje y la literatura también han sido clave para la resistencia cultural. En Bolivia, la literatura y el cine juegan un papel crucial en la expresión y preservación de la identidad cultural. La obra Yanakuna (1952) de Jesús Lara resalta distintos elementos, tales como: la riqueza lingüística, la complejidad social del país previa a la Revolución de 1952 donde la opresión sobre los pueblos indígenas era común en la nación, la conservación de la identidad cultural y la resistencia boliviana. Dentro de la obra, se integran y destacan lenguas indígenas, como el quechua, en la narrativa a menudo con glosarios incluidos; esto se convierte en un acto de resistencia y afirmación cultural.
Esta práctica, conocida como abigarramiento lingüístico, combina diversos elementos de diferentes idiomas, creando una forma de resistencia contra el colonialismo interno y la desvalorización de las lenguas dominadas. Esto permite una comprensión más profunda de la cosmovisión de los personajes y resalta la vitalidad de las lenguas indígenas. Así, la narrativa literaria puede generar conciencia sobre los desafíos que enfrentan las comunidades indígenas.
La memoria histórica es otro elemento clave en las narrativas de resistencia. Los grupos que han sufrido opresión o violencia utilizan sus historias para contrarrestar las versiones oficiales o dominantes del pasado. La manera en que se cuenta la historia puede normalizar la violencia o, por el contrario, promover una comprensión crítica. Las narrativas predominantes a menudo ocultan aspectos importantes, como la experiencia humana de las víctimas, las estructuras sociales que sostienen la violencia o la agencia de los actores históricos. En contraste, las narrativas de resistencia buscan llenar estos vacíos, reconociendo la pluralidad de verdades y la importancia de las voces marginales o silenciadas para una comprensión más completa.
Construir una memoria colectiva verídica y completa es un proceso complejo que debe ir más allá de relatos simplistas o instrumentales.
De igual manera, las narrativas de resistencia están presentes en situaciones de conflicto y refugio. Un ejemplo son las mujeres saharauis, originarias del Sahara Occidental, donde se desató un conflicto con el Frente Polisario. A partir de este suceso, las mujeres desempeñan un papel fundamental en donde construyen estas resistencia que visibilizan sus experiencias de lucha, su rol como líderes, organizadoras y sostenedoras de vida. Sus estrategias incluyen la construcción de espacios propios, la organización política, la educación comunitaria y el fortalecimiento de redes de apoyo; elementos que se analizan desde pedagogías feministas y decoloniales.
Otro caso en el que se presentan resistencias culturales, es en Berlín donde después de la Caída del Muro de Berlín, este espacio fue tomado por creadores y activistas que lo convirtieron en un centro de autoestima para el arte y la cultura no convencionales. A pesar de la propiedad y las presiones gubernamentales, Tacheles mantuvo una fortaleza de discurso artístico y sin restricciones durante más de veinte años. Esta acción muestra cómo, en situaciones de cambio y dificultades, los grupos pueden hacerse cargo de las áreas de la ciudad para mantener, alentar su propia cultura y oponerse y establecer diferentes prácticas culturales contra la homogeneización cultural. Los Tacheles sirven como un símbolo de la lucha por las áreas culturales autónomas en entornos urbanos modernos.
La agencia se manifiesta en estas narrativas tanto una capacidad individual, como un resultado de relaciones y responsabilidades compartidas dentro de la comunidad. Las prácticas de resistencia cultural, como el bordado colectivo y la organización comunitaria, fortalecen el sentido de "nosotras", reafirmando la capacidad como grupo para transformar contextos y desafiar normas establecidas. Esto se conecta con la noción de conocimientos situados, que reconoce que el saber y la capacidad de acción están profundamente arraigados en posiciones sociales, culturales y materiales específicas.